# Gastón III de Foix-Candale
Gastón III de Foix-Candale (¿? - ¿?, 1536), fue un noble francés, conde de Benauges y de Candale y captal de Buch. Era hijo del conde Gastón II de Foix-Candale y de la infanta navarra Catalina de Foix. Era el hermano de Ana de Foix-Candale, reina consorte de Hungría.

## Matrimonio y descendencia
Se casó con Marta de Astarac. De esta unión nació:
- Federico (¿? - 1571), su sucesor.

| Predecesor: Gastón | Conde de Foix-Candale 1500 - 1536 | Sucesor: Federico |

- Datos: Q3099042